# Neobythites neocaledoniensis
Neobythites neocaledoniensis är en fiskart som beskrevs av Nielsen, 1997. Neobythites neocaledoniensis ingår i släktet Neobythites och familjen Ophidiidae. Inga underarter finns listade i Catalogue of Life.